# Federazione calcistica del Benin
La Federazione calcistica del Benin (fra. Fédération Béninoise de Football; arabo اتحاد بنين لكرة القدم, acronimo FBF) è l'ente che governa il calcio in Benin.
Fondata nel 1962, si affiliò alla FIFA nello stesso anno e alla CAF nel 1969. Ha sede nella capitale economica Cotonou e controlla il campionato nazionale, la coppa nazionale e la Nazionale del paese.